# Hockey su slittino ai XIII Giochi paralimpici invernali
Il torneo di hockey su slittino (ufficialmente, Para Ice Hockey) ai XIII Giochi paralimpici invernali si svolsero dal 5 al 13 marzo 2022 allo Stadio coperto nazionale di Pechino.
I campioni uscenti erano gli Stati Uniti.
Il torneo è ufficialmente aperto a giocatori di entrambi i sessi, ma era solo una la donna iscritta, la cinese Jing Yu, che ha fatto il suo esordio nella gara contro l'Italia dell'8 marzo. Prima di lei avevano preso parte al torneo paralimpico altre due sole donne, entrambe norvegesi: Britt Mjaasund Oeyen a Lillehammer 1994 e Lena Schroeder a Pyeongchang 2018.
La RPC (Russia) è stata esclusa dal torneo paralimpico a seguito dell'invasione russa dell'Ucraina del 2022.

## Qualificazioni
| Modo di qualificazione    | Data                        | Luogo                  | Numero di squadre qualificate | Squadre qualificate                               |
| ------------------------- | --------------------------- | ---------------------- | ----------------------------- | ------------------------------------------------- |
| Paese ospitante           | 31 luglio 2015              | Kuala Lumpur, Malaysia | 1                             | Cina                                              |
| Campionato del mondo 2021 | 19-26 giugno 2021           | Ostrava, Rep. Ceca     | 5                             | Canada Stati Uniti Corea del Sud Russia Rep. Ceca |
| Torneo di qualificazione  | 26 novembre-1 dicembre 2021 | Berlino, Germania      | 2                             | Italia Slovacchia                                 |

## Calendario
| Hockey su slittino agli XI Giochi paralimpici invernali | Hockey su slittino agli XI Giochi paralimpici invernali | Hockey su slittino agli XI Giochi paralimpici invernali | Hockey su slittino agli XI Giochi paralimpici invernali | Hockey su slittino agli XI Giochi paralimpici invernali | Hockey su slittino agli XI Giochi paralimpici invernali | Hockey su slittino agli XI Giochi paralimpici invernali | Hockey su slittino agli XI Giochi paralimpici invernali | Hockey su slittino agli XI Giochi paralimpici invernali | Hockey su slittino agli XI Giochi paralimpici invernali | Hockey su slittino agli XI Giochi paralimpici invernali | Hockey su slittino agli XI Giochi paralimpici invernali |
| Marzo 2022                                              | 4                                                       | 5                                                       | 6                                                       | 7                                                       | 8                                                       | 9                                                       | 10                                                      | 11                                                      | 12                                                      | 13                                                      | Totale                                                  |
| ------------------------------------------------------- | ------------------------------------------------------- | ------------------------------------------------------- | ------------------------------------------------------- | ------------------------------------------------------- | ------------------------------------------------------- | ------------------------------------------------------- | ------------------------------------------------------- | ------------------------------------------------------- | ------------------------------------------------------- | ------------------------------------------------------- | ------------------------------------------------------- |
| Misto                                                   |                                                         | RR                                                      | RR                                                      |                                                         | RR                                                      | QF                                                      |                                                         | SF                                                      | B                                                       | F                                                       | 1                                                       |

| RR | Girone | QF | Quarti di finale | SF | Semifinali | B | Finale per il bronzo | F | Finale per l'oro |

## Gironi

### Gruppo A

#### Incontri
| Pechino 5 marzo 2022, ore 9:35 UTC+8 | RPC | – Non disputata | Corea del Sud | Stadio coperto nazionale di Pechino |

| Pechino 5 marzo 2022, ore 13:05 UTC+8 | Stati Uniti | 5 – 0 (2–0, 2–0, 1–0) referto | Canada | Stadio coperto nazionale di Pechino\| Arbitro: \| Owe Lüthcke \| |
| Arbitro:                              | Owe Lüthcke |                               |        |                                                                  |

| Pechino 6 marzo 2022, ore 9:35 UTC+8 | Canada | – Non disputata | RPC | Stadio coperto nazionale di Pechino |

| Pechino 6 marzo 2022, ore 13:05 UTC+8 | Corea del Sud | 1 – 9 (0–5, 0–4, 1–0) referto | Stati Uniti | Stadio coperto nazionale di Pechino\| Arbitro: \| Jacob Grumsen \| |
| Arbitro:                              | Jacob Grumsen |                               |             |                                                                    |

| Pechino 8 marzo 2022, ore 9:35 UTC+8 | Stati Uniti | – Non disputata | RPC | Stadio coperto nazionale di Pechino |

| Pechino 8 marzo 2022, ore 13:05 UTC+8 | Canada            | 6 – 0 (2:0; 1:0; 3:0) referto | Corea del Sud | Stadio coperto nazionale di Pechino\| Arbitro: \| Kenneth Danielsen \| |
| Arbitro:                              | Kenneth Danielsen |                               |               |                                                                        |

#### Classifica
| Nazione       | G            | V            | VOT          | POT          | P            | GF           | GS           | DR           | Pt           |
| ------------- | ------------ | ------------ | ------------ | ------------ | ------------ | ------------ | ------------ | ------------ | ------------ |
| Stati Uniti   | 2            | 2            | 0            | 0            | 0            | 14           | 1            | +13          | 6            |
| Canada        | 2            | 1            | 0            | 0            | 1            | 6            | 5            | +1           | 3            |
| Corea del Sud | 2            | 0            | 0            | 0            | 2            | 1            | 14           | -13          | 0            |
| RPC           | squalificata | squalificata | squalificata | squalificata | squalificata | squalificata | squalificata | squalificata | squalificata |

     Qualificate alle semifinali
     Qualificate ai quarti di finale

### Gruppo B

#### Incontri
| Pechino 5 marzo 2022, ore 16:35 UTC+8 | Rep. Ceca         | 5 – 0 (2–0, 2–0, 1–0) referto | Italia | Stadio coperto nazionale di Pechino\| Arbitro: \| Kenneth Danielsen \| |
| Arbitro:                              | Kenneth Danielsen |                               |        |                                                                        |

| Pechino 5 marzo 2022, ore 20:05 UTC+8 | Slovacchia     | 0 – 7 (0–2, 0–1, 0–4) referto | Cina | Stadio coperto nazionale di Pechino\| Arbitro: \| Kevin Webinger \| |
| Arbitro:                              | Kevin Webinger |                               |      |                                                                     |

| Arbitro: | Owe Lüthcke |

|  |                |  |
|  | Shootout 1 – 0 |  |

| Pechino 6 marzo 2022, ore 20:05 UTC+8 | Cina           | 5 – 2 (0–0, 5–1, 0–1) referto | Rep. Ceca | Stadio coperto nazionale di Pechino\| Arbitro: \| Bobby Esposito \| |
| Arbitro:                              | Bobby Esposito |                               |           |                                                                     |

| Pechino 8 marzo 2022, ore 16:35 UTC+8 | Italia        | 0 – 6 (0:4; 0:2; 0:0) referto | Cina | Stadio coperto nazionale di Pechino\| Arbitro: \| Jacob Grumsen \| |
| Arbitro:                              | Jacob Grumsen |                               |      |                                                                    |

| Pechino 8 marzo 2022, ore 20:05 UTC+8 | Rep. Ceca      | 3 – 0 (1:0; 1:0; 1:0) referto | Slovacchia | Stadio coperto nazionale di Pechino\| Arbitro: \| Kevin Webinger \| |
| Arbitro:                              | Kevin Webinger |                               |            |                                                                     |

#### Classifica
| Nazione    | G | V | VOT | POT | P | GF | GS | DR  | Pt |
| ---------- | - | - | --- | --- | - | -- | -- | --- | -- |
| Cina       | 3 | 3 | 0   | 0   | 0 | 18 | 2  | +16 | 9  |
| Rep. Ceca  | 3 | 2 | 0   | 0   | 1 | 10 | 5  | +5  | 6  |
| Italia     | 3 | 0 | 1   | 0   | 2 | 2  | 12 | -10 | 2  |
| Slovacchia | 3 | 0 | 0   | 1   | 2 | 1  | 12 | -11 | 1  |

     Qualificate ai quarti di finale

## Play-off

### Tabellone
|  | Quarti di finale | Quarti di finale | Quarti di finale |  |  | Semifinali | Semifinali    | Semifinali |  |  | Finale      | Finale |  |  |  |  |
|  |                  |                  |                  |  |  |            |               |            |  |  |             |        |  |  |  |  |
|  |                  |                  |                  |  |  |            |               |            |  |  |             |        |  |  |  |  |
|  | 3A               | Corea del Sud    | 4                |  |  |            |               |            |  |  |             |        |  |  |  |  |
|  | 3B               | Italia           | 0                |  |  |            |               |            |  |  |             |        |  |  |  |  |
|  |                  |                  |                  |  |  | 1A         | Canada        | 11         |  |  |             |        |  |  |  |  |
|  |                  |                  |                  |  |  | 3A         | Corea del Sud | 0          |  |  |             |        |  |  |  |  |
|  |                  |                  |                  |  |  |            |               |            |  |  | Canada      | 0      |  |  |  |  |
|  |                  |                  |                  |  |  |            |               |            |  |  | Stati Uniti | 5      |  |  |  |  |
|  |                  |                  |                  |  |  | 2A         | Stati Uniti   | 11         |  |  |             |        |  |  |  |  |
|  |                  |                  |                  |  |  | 1B         | Cina          | 0          |  |  |             |        |  |  |  |  |
|  | 1B               | Cina             | 4                |  |  |            |               |            |  |  |             |        |  |  |  |  |
|  | 2B               | Rep. Ceca        | 3                |  |  |            |               |            |  |  |             |        |  |  |  |  |

### Incontri

#### Quarti di finale
| Pechino 9 marzo 2022, ore 16:35 UTC+8 | Corea del Sud  | 4 – 0 (1:0, 1:0, 2:0) referto | Italia | Stadio coperto nazionale di Pechino (1206 spett.)\| Arbitro: \| Bobby Esposito \| |
| Arbitro:                              | Bobby Esposito |                               |        |                                                                                   |

| Pechino 9 marzo 2022, ore 20:05 UTC+8 | Cina        | 4 – 3 (1:1; 1:0; 2:2) referto | Rep. Ceca | Stadio coperto nazionale di Pechino\| Arbitro: \| Owe Luthcke \| |
| Arbitro:                              | Owe Luthcke |                               |           |                                                                  |

#### Finale per il 5º posto
| Pechino 11 marzo 2022, ore 16:35 UTC+8 | Rep. Ceca      | 3 – 4 (d.t.s.) (0:0; 1:1; 2:2; 0:1) referto | Italia | Stadio coperto nazionale di Pechino\| Arbitro: \| Bobby Esposito \| |
| Arbitro:                               | Bobby Esposito |                                             |        |                                                                     |

#### Semifinali
| Pechino 11 marzo 2022, ore 12:05 UTC+8 | Canada        | 11 – 0 (3:0; 4:0; 4:0) referto | Corea del Sud | Stadio coperto nazionale di Pechino (943 spett.)\| Arbitro: \| Jacob Grumsen \| |
| Arbitro:                               | Jacob Grumsen |                                |               |                                                                                 |

| Pechino 11 marzo 2022, ore 20:05 UTC+8 | Stati Uniti    | 11 – 0 (4:0; 5:0; 2:0) | Cina | Stadio coperto nazionale di Pechino\| Arbitro: \| Kevin Webinger \| |
| Arbitro:                               | Kevin Webinger |                        |      |                                                                     |

#### Finale per il 3º posto
| Pechino 12 marzo 2022, ore 20:05 UTC+8 | Cina           | 4 – 0 (1:0; 1:0; 2:0) referto | Corea del Sud | Stadio coperto nazionale di Pechino (492 spett.)\| Arbitro: \| Kevin Webinger \| |
| Arbitro:                               | Kevin Webinger |                               |               |                                                                                  |

#### Finale
| Pechino 13 marzo 2022, ore 12:05 UTC+8 | Canada        | 0 – 5 (2:0; 2:0; 1:0) referto | Stati Uniti | Stadio coperto nazionale di Pechino (1012 spett.)\| Arbitro: \| Jacob Grumsen \| |
| Arbitro:                               | Jacob Grumsen |                               |             |                                                                                  |

## Classifica finale
| Posizione | Nazione            |
| --------- | ------------------ |
| 1         | Stati Uniti        |
| 2         | Canada             |
| 3         | Cina               |
| 4         | Corea del Sud      |
| 5         | Italia             |
| 6         | Rep. Ceca          |
| 7         | Slovacchia         |
| -         | RPC (squalificata) |